# Soesterveen

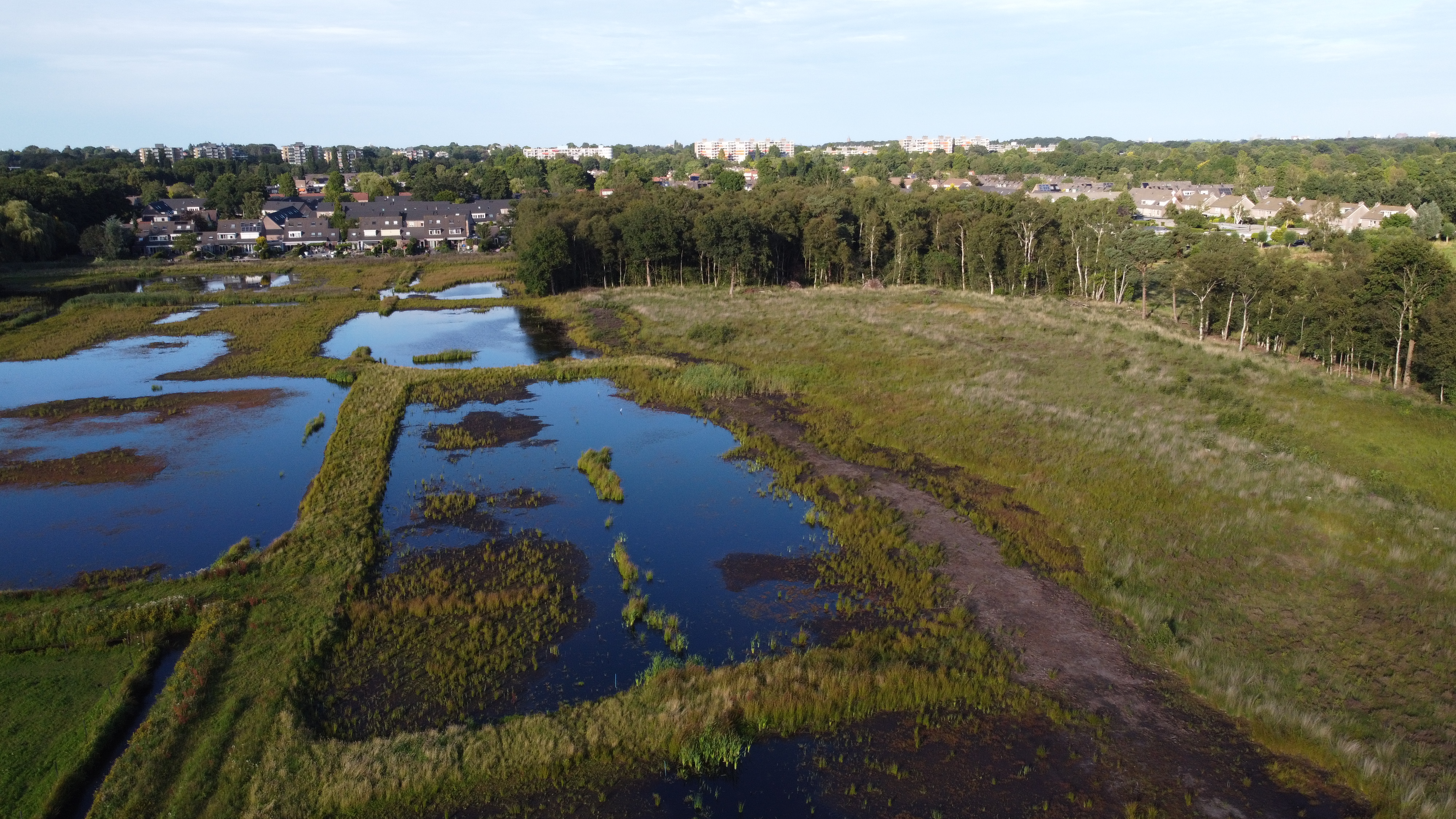
drone foto van het Soesterveen

Het Soesterveen is een klein laaggelegen hoogveengebied aan de zuidwestrand van Soest in de provincie Utrecht. Het kwetsbare natuurgebied is eigendom van Natuurmonumenten en niet toegankelijk voor het publiek.
Het gebied wordt begrensd door de Wieksloterweg, de Insingerstraat, de bebouwde kom van Soest (Overhees, Boerenstreek en de Grachten) en landgoed Pijnenburg. Door de ligging tussen de natuurgebieden Coelhorst en Op Hees vormt het een verbindingszone in de ecologische hoofdstructuur van Nederland.

## Veen
In de laatste ijstijd werd de stuwwal de Soester Eng gevormd. Vanaf het holoceen vond veenvorming plaats. Het Soesterveen ligt in een laaggelegen kom tussen de Soester Eng en de Utrechtse Heuvelrug. Aan de westzijde liggen bossen, aan de oostzijde de bebouwde omgeving van Soest. Tot ver in de middeleeuwen vormden het veenmoeras en de woeste gronden een natuurlijke grens voor de bezittingen van de bisschop van Utrecht. Toen de veengebieden met de opkomst van het turfgraven waardevoller werden werd het gebied verdeeld in Soesterveen en Hezerveen dat bij de nederzetting Hees ging horen. De Soesters ontgonnen hun gebied vanaf de Soester Eng, loodrecht het Soesterveen in. Daartoe werden de Praamgracht en Wieksloot (Wijcksloot) gegraven, de laatste vormde de scheiding tussen Soesterveen en Hezerveen. De verkaveling loopt van Laag Hees naar de Praamgracht. De gedolven turf werd via de Praamgracht afgevoerd naar de Eem. De Praamgracht was, net als de Wieksloot (Wyck betekent afwateringskanaal), belangrijk voor de afwatering van het veengebied. Door de afgraving in het verleden voor brandstof is het hoogveen grotendeels verdwenen. De oppervlakte van het landelijk gebied is de afgelopen decennia steeds kleiner geworden door de uitbreidingen van woonwijken en bedrijventerreinen.

## Bescherming
Soesterveen ligt in een lokaal kwelgebied van de Soester Eng, de Lange Duinen, Veenzoom en De Stulp Het diepere grondwater loopt van de Soester Duinen richting Soesterveen. Het beschermde gebied heeft een oppervlakte van vier hectare. Door verdroging in de regio verdwijnt dit oerlandschap langzaam. Natuurmonumenten wil door kwel- en regenwater langer in het gebied te houden het Soesterveen natter maken om zo wederom groei van levend hoogveen mogelijk te maken. Ook wil Natuurmonumenten door de aankoop van aangrenzende weilanden het gebied met nog eens vier hectare uitbreiden. Daarbij zijn er nog uit te werken plannen om het gebied daarna deels ook voor mensen toegankelijk te maken.
In het gebied groeien planten als dopheide, kleine zonnedauw, veenpluis, snavelbies en de egelskop. Tegenwoordig bestaat het Soesterveen uit berkenbos met afgeplagde open gedeelten. Opschietende boompjes worden verwijderd om te voorkomen dat een moerasbos ontstaat. In natte periodes komen watersnip en steltlopers voor in het gebied.
Binnen het gebied is een zandopduiking gelegen rond de Dorresteinweg en de Insingerstraat. Het gebied wordt doorsneden door de Dorresteinweg en twee belangrijke fietsverbindingen. De fietspaden verbinden het bos aan de Wieksloterweg met de bebouwde kom van Soest.